# Cosmozosteria brisbanensis
Cosmozosteria brisbanensis är en kackerlacksart som beskrevs av Shaw 1925. Cosmozosteria brisbanensis ingår i släktet Cosmozosteria och familjen storkackerlackor. Inga underarter finns listade i Catalogue of Life.